# Provincia di Vientiane
La provincia di Vientiane (in lao ແຂວງວຽງຈັນ, Khwaeng Viengchan) è una provincia del Laos con capoluogo amministrativo a Mueang Phonhong. Nel 2004 contava su una popolazione di 373 700 abitanti distribuiti su una superficie di 15927 km², per una densità di 23,46 ab./km².
Nel 1989, è stata scorporata dalla provincia la prefettura di Vientiane, il cui livello amministrativo è equiparato a quello delle altre province. La prefettura comprende la municipalità di Vientiane, capitale del paese.

## Geografia antropica

### Suddivisioni amministrative
La provincia di Vientiane è suddivisa nei seguenti 12 distretti (in lao: ເມືອງ, trasl.: Mueang):
| Codice | Nome traslitterato del distretto | Nome lao    |
| ------ | -------------------------------- | ----------- |
| 10-01  | Mueang Phonhong (capoluogo)      | ເມືອງໂພນໂຮງ  |
| 10-02  | Mueang Thoulakhom                | ເມືອງທຸລະຄົມ   |
| 10-03  | Mueang Keo Oudom                 | ເມືອງແກ້ວອຸດົມ  |
| 10-04  | Mueang Kasy                      | ເມືອງກາສີ     |
| 10-05  | Mueang Vangvieng                 | ເມືອງວັງວຽງ   |
| 10-06  | Mueang Feuang                    | ເມືອງເຟືອງ    |
| 10-07  | Mueang Xanakharm                 | ເມືອງຊະນະຄາມ |
| 10-08  | Mueang Mad                       | ເມືອງແມດ     |
| 10-09  | Mueang Viengkham                 | ເມືອງວຽງຄຳ   |
| 10-10  | Mueang Hinherb                   | ເມືອງຫີນເຫີບ   |
| 10-11  | Mueang Meun                      | ເມືອງໝື່ນ      |